# アンフィキオン
アンフィキオン（Amphicyon）は中新世のヨーロッパ、中東、アジア、北アメリカ、南アフリカなどに生息していた食肉目アンフィキオン科の属である。
種によって全長は異なるが、新しい時代のものほど大型化する傾向があり、大きいものでは全長250 cmにも到達した。体型はヒグマやハイエナに似た体型であるが、歯の形状はオオカミやイヌに似る。このことから「ベアドッグ」とも呼ばれている。
現生のヒグマに似た雑食であり、頑丈な顎は骨を砕くのに適していた。特に発達した頑丈な前脚でカリコテリウムのような大型の動物を捕食していたようである。
多くの種がこの属に分類されているもののこれらは単系統ではなく、寄せ集めのゴミ箱分類群であると考えられている。少なくともアジア産の種はすべて別属に分類される可能性がある。

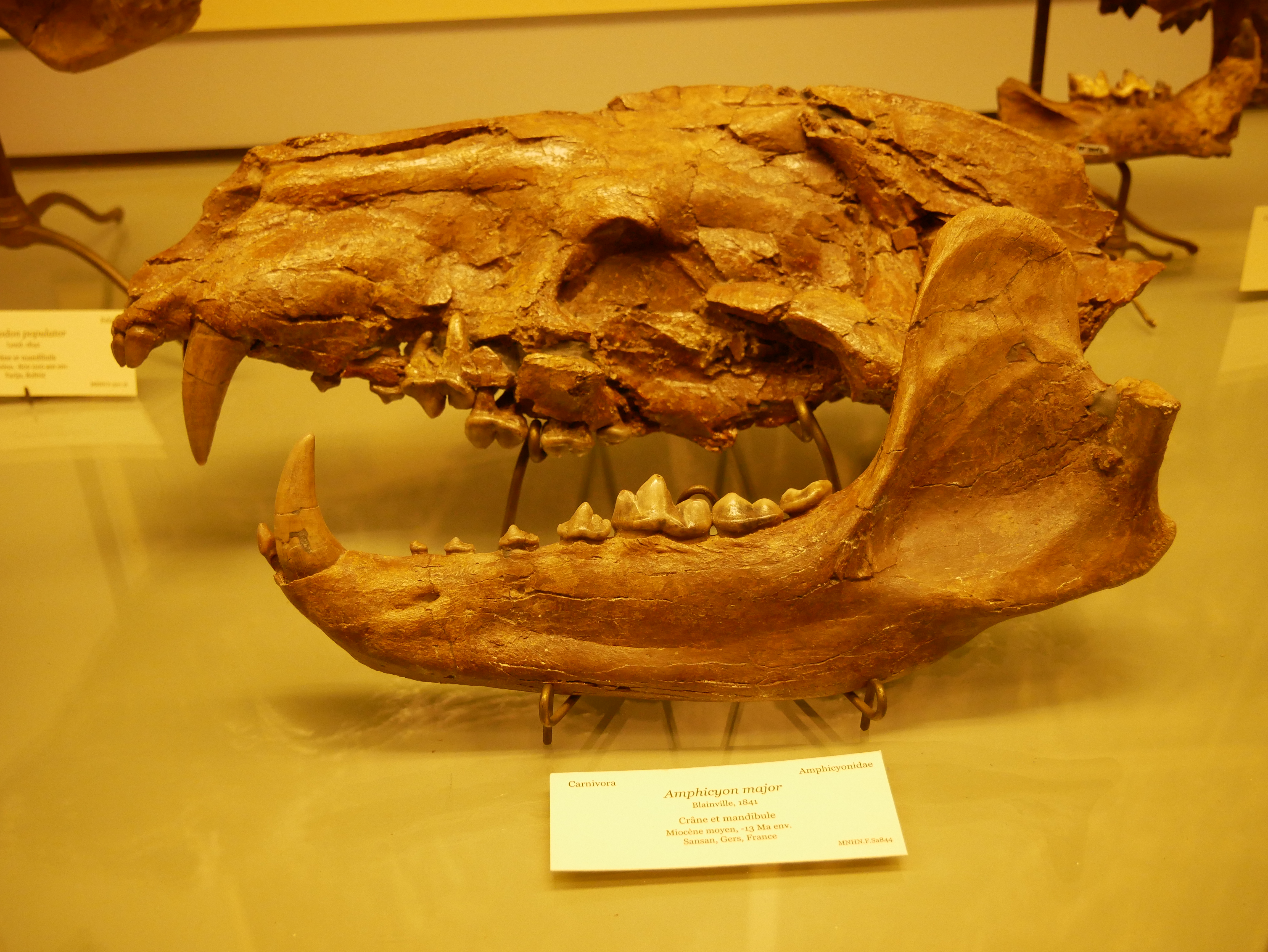
頭蓋骨